# 미치 미첼
미치 미첼(Mitch Mitchell, 1946년 7월 9일 ~ 2008년 11월 12일)은 지미 헨드릭스 익스피리언스에서 그의 작품으로 가장 잘 알려진 영국의 드러머였다. 그는 2009년에 모던 드러머 명예의 전당에 헌액되었다.